# Arabisch-Demokratische Nasseristische Partei

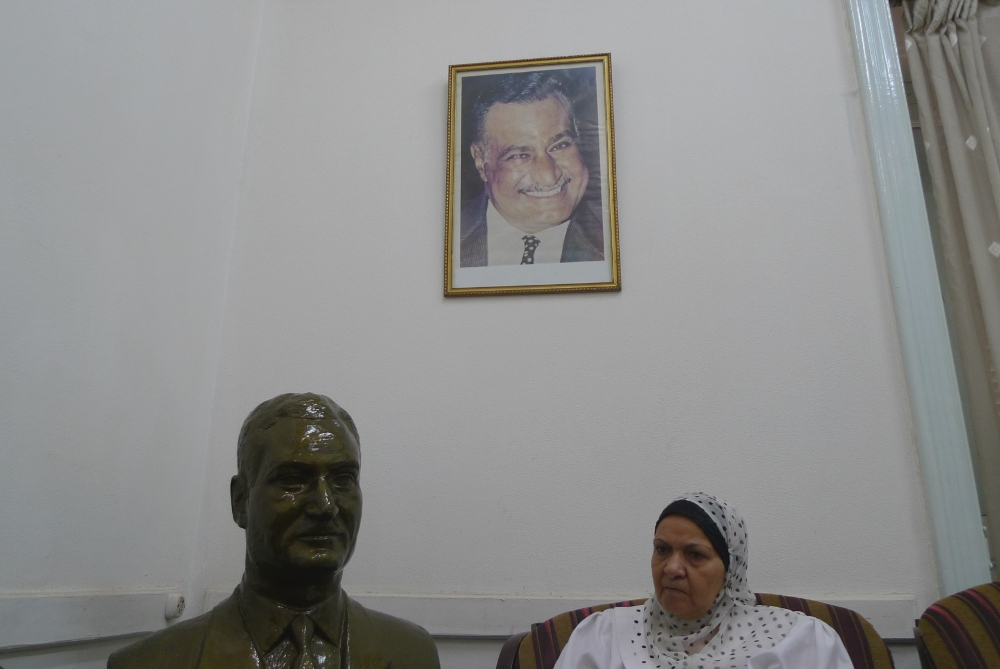
Parteizentrale mit Ikonen Gamal Abdel Nassers

Die Arabisch-Demokratische Nasseristische Partei (arabisch الحزب العربي الديمقراطي الناصري, DMG al-Ḥizb al-ʿArabī ad-Dīmuqrāṭī an-Nāṣirī; Kurzbezeichnung Nasseristen) war eine nasseristische politische Partei in Ägypten, die sich selbst als die ideologische Nachfolgerin der Arabischen Sozialistischen Union des ehemaligen Präsidenten Ägyptens, Gamal Abdel Nasser, betrachtete. 

## Geschichte
Die Wirtschaftsliberalisierung und der Wechsel in der Außenpolitik durch den Nachfolger Nassers, Präsident Anwar El Sadat, schreckten viele konservative Nasseristen in den späten 1970er und in den frühen 1980er Jahren ab. Eine illegale Gruppe, die Thawrat Misri oder „Ägyptische Revolution“, wurde im Jahre 1980 formiert. Nachdem sie durch die Regierung unter Hosni Mubarak zerschlagen wurde, wurde deutlich, dass mehrere Verwandte Gamal Abdel Nassers mit einbezogen waren.
Ideologische Nasseristen wurden im Rest des Jahrzehnts entweder von der Sozialistischen Arbeiterpartei oder von der National-Progressiven Unionistischen Partei (NPUF) angezogen. 1984 gründete das ehemalige linksnasseristische ASU-ZK-Mitglied Farid Abdel-Karim die Arabisch-Demokratische Nasseristische Partei. Den Nasseristen wurde es 1992 schließlich erlaubt, eine offene legale politische Partei zu haben, die Arabisch-Demokratische Nasseristische Partei, die bis 2010 von Diya Eldin Dawud angeführt wurde.
Bei den Parlamentswahlen 2000 hatte die Arabisch-Demokratische Nasseristische Partei noch drei der 454 Sitze in der Volksversammlung gewonnen. Allerdings erhielt sie bei der Parlamentswahl von 2005 im November und Dezember keine Sitze im Parlament mehr. Sie vereinigte sich am 28. September 2012 mit der ebenfalls nasseristischen Partei der Würde und der Nationalen Versöhnungspartei zur Vereinigten Nasseristischen Partei.